# Новопавлівське
Новопа́влівське —  село в Україні, у Снігурівській міській громаді Баштанського району Миколаївської області. Населення становить 344 особи.

## Населення

### Мова
Розподіл населення за рідною мовою за даними перепису 2001 року:
| Мова            | Кількість | Відсоток |
| --------------- | --------- | -------- |
| українська      | 328       | 95.35%   |
| російська       | 12        | 3.49%    |
| румунська       | 3         | 0.87%    |
| інші/не вказали | 1         | 0.29%    |
| Усього          | 344       | 100%     |